# Abborrtjärnen (Färnebo socken, Värmland, 663187-142075)
Abborrtjärnen är en sjö i Filipstads kommun i Värmland och ingår i Göta älvs huvudavrinningsområde. Sjön är 15 meter djup, har en yta på 0,115 kvadratkilometer och är belägen 247,7 meter över havet.

## Delavrinningsområde
Abborrtjärnen ingår i det delavrinningsområde (662690-142389) som SMHI kallar för Utloppet av Saxen. Medelhöjden är 240 meter över havet och ytan är 46,7 kvadratkilometer. Räknas de 10 avrinningsområdena uppströms in blir den ackumulerade arean 158,53 kvadratkilometer. Saxhyttälven (Stensjöälven) som avvattnar avrinningsområdet har biflödesordning 3, vilket innebär att vattnet flödar genom totalt 3 vattendrag innan det når havet efter 351 kilometer. Avrinningsområdet består mestadels av skog (70 procent). Avrinningsområdet har 7,59 kvadratkilometer vattenytor vilket ger det en sjöprocent på 16,2 procent.